# Horseshoe Bend (Arkansas)
Horseshoe Bend é uma cidade localizada no estado americano de Arkansas, no Condado de Fulton e Condado de Izard e Condado de Sharp.

## Demografia
Segundo o censo americano de 2000, a sua população era de 2278 habitantes.
Em 2006, foi estimada uma população de 2282, um aumento de 4 (0.2%).

## Geografia
De acordo com o United States Census Bureau, a localidade tem uma área de 37,8 km², dos quais 34,6 km² cobertos por terra e 3,2 km² cobertos por água.

## Localidades na vizinhança
O diagrama seguinte representa as localidades num raio de 24 km ao redor de Horseshoe Bend.